# Sébastien Frey
Sébastien Frey (Thonon-les-Bains, 18 maart 1980) is een Franse voormalig  voetbalkeeper die voor het laatst onder contract stond bij Bursaspor. Eerder speelde hij voor Internazionale, AS Cannes, Hellas Verona, Parma FC, ACF Fiorentina en Genoa CFC. Ook kwam de Savoyaard viermaal uit voor het Frans voetbalelftal.

## Biografie
Frey begon zijn carrière in seizoen 1997/98 bij AS Cannes. Hij maakte daar zoveel indruk dat hij na één seizoen al naar Internazionale overstapte. In zijn eerste seizoen daar brak hij niet echt door, en hij werd dan ook in het seizoen 1999/2000 verhuurd aan Hellas Verona. Na dat seizoen speelde hij nog een seizoen voor Internazionale.
In de zomer van 2001 trok Parma Sebastien aan als vervanger voor de naar Juventus vertrokken Gianluigi Buffon. Hier speelde hij vier seizoenen, voordat hij in de zomer van 2005 voor een seizoen verhuurd werd aan Fiorentina.
in de zomer van 2011 werd hij verkocht aan Genoa.
In november 2004 werd hij voor het eerst voor het Frans nationaal elftal opgeroepen. Op 21 november 2007 maakte hij zijn debuut voor de Franse nationale ploeg tegen Oekraïne (2-2). In augustus 2008 maakte Frey bekend dat hij niet meer voor Frankrijk wilde spelen onder bondscoach Domenech. De doelman vond dat hij te weinig kansen kreeg en was het zat elke keer met het team te moeten reizen om vervolgens genoegen te nemen op de reservebank.

## Clubstatistieken
| seizoen    | club           | land      | competitie | duels | goals |
| ---------- | -------------- | --------- | ---------- | ----- | ----- |
| 1997/98    | AS Cannes      | Frankrijk | Ligue 1    | 24    | 0     |
| 1998/99    | Internazionale | Italië    | Serie A    | 7     | 0     |
| 1999/00    | Hellas Verona  | Italië    | Serie A    | 30    | 0     |
| 2000/01    | Internazionale | Italië    | Serie A    | 28    | 0     |
| 2001/02    | Parma          | Italië    | Serie A    | 29    | 0     |
| 2002/03    | Parma          | Italië    | Serie A    | 34    | 0     |
| 2003/04    | Parma          | Italië    | Serie A    | 33    | 0     |
| 2004/05    | Parma          | Italië    | Serie A    | 36    | 0     |
| 2005/06    | Fiorentina     | Italië    | Serie A    | 18    | 0     |
| 2006/07    | Fiorentina     | Italië    | Serie A    | 34    | 0     |
| 2007/08    | Fiorentina     | Italië    | Serie A    | 35    | 0     |
| 2007/08    | Genoa          | Italië    | Serie A    | 26    | 0     |
| Bijgewerkt | 06-03-2012     |           |            |       |       |

## Trivia
Sébastien Frey is opgegroeid in een voetbalfamilie. Vader Raymond was actief als professioneel voetbalkeeper, zijn grootvader André was verdediger voor het Frans voetbalelftal en zijn jongere broer Nicolas speelt eveneens voetbal op topniveau.
Frey staat alom bekend om zijn excentrieke kapsels. Het ene moment is zijn haar geblondeerd, terwijl hij een week later een soort Elvis-kuif heeft.
De keeper heeft tevens de reputatie om zijn reddingen er lastiger en spectaculairder uit te laten zien dan ze in werkelijkheid zijn. Zo bokst hij vangbare ballen vaak weg, en perst hij er zelfs bij schoten die recht op hem afkomen vaak nog een soort van halve duik uit.
Daarmee kun je hem vergelijken met de Belgische doelman Logan Bailly, die ook vaak met excentrieke kapsels uitpakt en dezelfde keepersstijl heeft.